# Caloptilia celtidis
Caloptilia celtidis là một loài bướm đêm thuộc họ Gracillariidae. Nó được tìm thấy ở Trung Quốc (Chiết Giang, Giang Tây, Sơn Tây, Tứ Xuyên, An Huy, Cam Túc, Quý Châu, Hải Nam, Hà Nam, Hồ Bắc, Hồ Nam), Hồng Kông và Nhật Bản (Kyūshū, Honshū).
Sải cánh dài 9.2–12 mm.
Ấu trùng ăn Celtis jessoensis và Celtis sinensis. Chúng ăn lá nơi chúng làm tổ.